# Tadeo Choque
Tadeo Choque, también escrito Tadeo Chocce, (Uchuraccay, Huamanga, Virreinato del Perú) fue un campesino y militar indígena que luchó por la causa monárquica, llegando a ostentar el rango de "Capitán de los Reales Ejércitos del Rey", posteriormente se apegó al proyecto de la Confederación Perú-Boliviana, ostentando el cargo de "Supremo Comandante del Ejercito Confederado Perú-Boliviano y del Ejercito Católico de Iquicha".

## Biografía
Tadeo Choque nació aproximadamente en la segunda mitad del siglo XVIII en la Hacienda Lazón de Canrao, Uchuraccay, Ayacucho en una familia de campesinos. Tadeo recibió instrucción básica en la hacienda por lo que aprendió a leer y escribir.
Inició su carrera militar como soldado de caballería durante el estallido de la Rebelión del Cuzco en 1814. Por sus méritos en combate fue ascendido al grado de “Capitán de los Reales Ejércitos del Rey”. Tras la Capitulación de Ayacucho de 1824, Choque se sumó a las filas del brigadier Antonio Huachaca. Por ser el oficial de mayores aptitudes intelectuales se le ascendió a “Coronel de los Reales Ejércitos del Rey” y se le encargó la jefatura del Estado Mayor, por lo que Choque debía de organizar a los oficiales de la resistencia y elaborar las estrategias de batalla.
Durante la Guerra de Perú-Iquicha (1825-1828) el coronel Choque tuvo algunas discrepancias estratégicas con el brigadier Huachaca, lo que benefició a las fuerzas republicanas. Tras la derrota de las tropas realistas en Iquicha, el coronel Choque huyó a las montañas y reapareció en escena en 1834, cuando el presidente Luis José de Orbegoso solicitó su ayuda para atacar a las fuerzas de Agustín Gamarra y Pedro Bermúdez.

“Señor Don Tadeo Choque: Muy señor mio, aunque V. ha vivido retirado. No ha dejado de llegar a su noticia el criminal comportamiento de Gamarra y Bermudes, que atacando las leyes hicieron una revolución que ha causado inmensos males a la patria. […] Debe V. usar del influjo que tiene entre sus paisanos para que obren activamente contra los sediciosos, impidiéndoles las comunicaciones, privándolos de recursos y sorprendiéndolos y atacándolos, de modo que no tengan reposo…”.
Luis José de Orbegoso, XIX

Posteriormente el coronel Choque se involucra en la Guerra de la Confederación Perú-Boliviana contra el Ejército Unido Restaurador, en el bando del mariscal Andrés de Santa Cruz, convirtiéndose en “Comandante de las Milicias de Iquicha”, bajo el mando de Antonio Huachaca. A pesar de la estrategia de guerrilla que utilizó en la campaña, la superioridad numérica y armamentística del Ejército Unido Restaurador hizo que retrocediera. Con el fin de evitar represalias de parte de las tropas peruanas y chilenas contra su gente, Choque firmó el Tratado de Yanallay el 15 de noviembre de 1839, poniendo fin a las hostilidades entre los iquichanos y la República Peruana.